# Samia Nkrumah
Samia Nkrumah (Aburi, 23 giugno 1960) è una politica ghanese, deputata dal 2009 al 2013.
Ex presidente del Partito della Convenzione del Popolo (CPP) è stata la prima donna a guidare un importante partito politico in Ghana. È figlia di Kwame Nkrumah, il primo Presidente del Ghana.

## Biografia
Samia Nkrumah è nata ad Aburi, nella regione orientale del Ghana, il 23 giugno 1960.. Fu costretta a lasciare il Ghana insieme alla madre Fathia Nkrumah e ai fratelli il giorno del colpo di Stato militare del 1966, che aveva deposto il padre, Kwame Nkrumah. Successivamente, fu reinsediata in Egitto con la sua famiglia dal governo egiziano. Tornò in Ghana con i suoi cari nel 1975 su invito del governo del Generale Acheampong e frequentò la Achimota School. Lasciò di nuovo il suo Paese quando la madre decise di ritornare in Egitto all'inizio degli anni '80. Si trasferì quindi a Londra, dove completò gli studi alla School of Oriental and African Studies dell'Università di Londra, conseguendo la laurea in Studi Arabi nel 1991. Nel 1993 ottenne anche un Master presso lo stesso istituto.
Samia Nkrumah iniziò a lavorare come impiegata di banca presso la filiale di Londra della Bank of India nel 1984. Successivamente, a partire dal 1989, ebbe un impiego come giornalista per Al-Ahram ricoprendo vari ruoli.  Nel 2024 fece un’esperienza di lavoro in una fabbrica di cocco nel distretto di Jomoro, un progetto volto a trasformare la comunità di Jomoro in un centro globale per la lavorazione del cocco e a migliorare le condizioni di vita delle persone che vi abitano.

## Carriera politica
In un articolo su di lei intitolato “La nuova Mandela è una donna”, l'Huffington Post ha descritto e analizzato il suo impatto sulla politica ghanese e africana. Samia Nkrumah è una delle fondatrici di Africa Must Unite, che mira a promuovere la visione e la cultura politica di Kwame Nkrumah. Seguendo questa filosofia, decise di entrare attivamente in politica in Ghana. Nel 2023, intendeva proporsi nel collegio elettorale di Jomoro come candidata indipendente alle elezioni generali ghanesi del 2024, mettendo in chiaro che la sua decisione non mirava a inimicare partiti politici né a sminuirne il ruolo nella democratizzazione del Paese, ma che questa scelta le avrebbe offerto maggiore libertà di azione per lavorare a beneficio della popolazione di Jomoro. La Nkrumah, in qualità di ex membro del parlamento e presidente di un importante partito politico in Ghana, ha esortato il presidente a porre il veto su un disegno di legge anti-LGBT, definendolo “brutale, duro e ingiusto”. Il 28 febbraio, il parlamento ghanese ha approvato una legge molto severa che aumenta le sanzioni penali per i rapporti consensuali tra persone dello stesso sesso e criminalizza gli individui e le organizzazioni che difendono i diritti delle persone LGBT. Inoltre, la legge impone sanzioni per la mancata segnalazione alle autorità di una persona LGBT e di chiunque utilizzi i propri social media per produrre, pubblicare o diffondere contenuti che promuovono attività vietate.
Da allora, personalità di spicco, come Nkrumah, hanno esortato il presidente Nana Akuffo Addo a respingere il disegno di legge. Tra queste vi è una nota del ministro delle finanze del Ghana al presidente, in cui si avverte delle disastrose conseguenze economiche del disegno di legge se dovesse diventare essere approvato.

## Vita privata

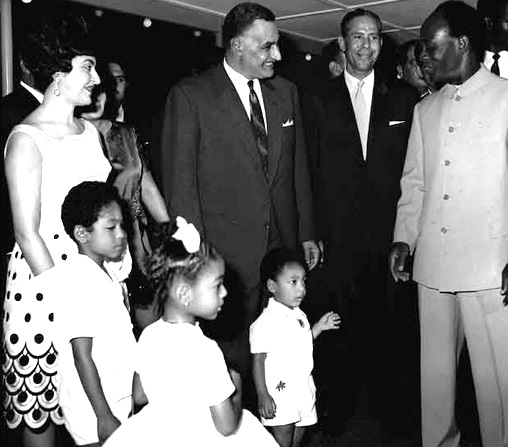
Nkrumala sua famiglia e Nasser, 1965 (La bambina davanti a Nasser è Samia Nkrumah)

Samia è la seconda figlia di Fathia Nkrumah e Kwame Nkrumah, che fu primo ministro e presidente del Ghana, dopo aver guidato la Costa d'Oro all'indipendenza dalla Gran Bretagna nel 1957.
Influente sostenitore del pan-africanismo, Nkrumah è stato membro fondatore dell'Organizzazione dell'Unità Africana e vincitore del Premio Lenin per la pace nel 1962.
Samia ha due fratelli: Gamal Nkrumah e Sekou Nkrumah e un fratellastro maggiore, Francis Nkrumah, docente in pensione e pediatra consulente, che ha lavorato come direttore presso il Noguchi Memorial Institute for Medical Research a Legon, in Ghana. Nel luglio 2023 ha avuto un dibattito con suo fratello Sekou Nkrumah sul fatto che il padre fosse o meno un dittatore.
Dopo che suo padre fu spodestato nel primo colpo di Stato militare riuscito in Ghana il 24 febbraio 1966  Samia, sua madre e i suoi fratelli dovettero rifugiarsi al Cairo, in Egitto, a bordo di un aereo inviato dal presidente egiziano Gamal Abdel Nasser, e rimasero nel paese mentre suo padre si esiliava in Guinea.
È sposata con l'italo danese Michele Melega, figlio del giornalista Gianluigi Melega. La coppia ha un figlio, Kwame Thomas Melega. Samia parla correntemente arabo, italiano, danese e inglese. Ha lavorato per molti anni come giornalista e consulente mediatica, anche nel settore dei media egiziani. 
Samia Nkrumah si impegna inoltre nella promozione dell'emancipazione femminile e nella difesa dei diritti delle donne, opponendosi ai matrimoni precoci e sottolineando la stretta connessione tra tali pratiche e la povertà causata dai cambiamenti climatici. Ha affermato che le donne devono far sentire sempre più la propria voce per contribuire al successo della lotta contro il cambiamento del clima.